# Herrarnas fyra med styrman i rodd vid olympiska sommarspelen 1972
Herrarnas fyra med styrman i rodd vid olympiska sommarspelen 1972 avgjordes mellan den 27 augusti och 2 september 1972. Grenen hade totalt 70 deltagare från 14 länder.

## Medaljörer
| Gren             | Guld                                                                             | Silver                                                                                   | Brons                                                                                           |
| Fyra med styrman | Västtyskland Peter Berger Hans-Johann Färber Gerhard Auer Alois Bierl Uwe Benter | Östtyskland Dietrich Zander Reinhard Gust Eckhard Martens Rolf Jobst Klaus-Dieter Ludwig | Tjeckoslovakien Otakar Mareček Karel Neffe Vladimír Jánoš František Provazník Vladimír Petříček |

## Resultat

### Heat

#### Heat 1
| Placering | Roddare                                                                             | Land          | Tid     |
| --------- | ----------------------------------------------------------------------------------- | ------------- | ------- |
| 1         | Peter Berger Hans-Johann Färber Gerhard Auer Alois Bierl Uwe Benter                 | Västtyskland  | 6:46,66 |
| 2         | Volodymyr Sterlyk Vladimir Solovjov Aleksandr Liubaturov Juri Sjamavev Igor Rudakov | Sovjetunionen | 6:50,21 |
| 3         | Warren Cole Chris Nilsson John Clark David Lindstrom Peter Lindsay                  | Nya Zeeland   | 6:51,76 |
| 4         | David Sawyer Charles Ruthford Chad Rudolph Michael Vespoli Stewart MacDonald        | USA           | 6:56,01 |
| 5         | Alf Hansen Finn Tveter Tom Welo Petter Wærness Jørgen Cappelen                      | Norge         | 7:05,75 |

#### Heat 2
| Placering | Roddare                                                                     | Land           | Tid     |
| --------- | --------------------------------------------------------------------------- | -------------- | ------- |
| 1         | Hanspeter Lüthi Urs Fankhauser Franz Rentsch Denis Oswald Rolf Stadelmann   | Schweiz        | 6:53,30 |
| 2         | Antonio Baldacci Renzo Sambo Pasquale Chiabai Claidio Padoan Alberto Cecchi | Italien        | 6:53,59 |
| 3         | Christopher Pierce Alan Almand Hugh Matheson Rooney Massara Patrick Sweeney | Storbritannien | 6:57,33 |
| 4         | John Lee Peter Shakespear Will Baillieu Philip Wilkinson Vern Bowrey        | Australien     | 7:07,00 |
| 5         | Mogens Holm Bjarne Pedersen Per Wind Jens Lindhardt Kim Wind                | Danmark        | 7:08,22 |

#### Heat 3
| Placering | Roddare                                                                          | Land            | Tid     |
| --------- | -------------------------------------------------------------------------------- | --------------- | ------- |
| 1         | Dietrich Zander Reinhard Gust Eckhard Martens Rolf Jobst Klaus-Dieter Ludwig     | Östtyskland     | 6:44,57 |
| 2         | Otakar Mareček Karel Neffe Vladimír Jánoš František Provazník Vladimír Petříček  | Tjeckoslovakien | 6:49,41 |
| 3         | Wim Grothuis Evert Kroes Jan-Willem van Woudenberg Johan ter Haar Kees de Korver | Nederländerna   | 6:53,30 |
| 4         | Edgar Smith James Walker Roger Jackson Robert Cunliffe Michael Conway            | Kanada          | 7:01,52 |

### Återkval

#### Återkval 1
| Placering | Roddare                                                                      | Land       | Tid     |
| --------- | ---------------------------------------------------------------------------- | ---------- | ------- |
| 1         | David Sawyer Charles Ruthford Chad Rudolph Michael Vespoli Stewart MacDonald | USA        | 7:02,68 |
| 2         | Edgar Smith James Walker Roger Jackson Robert Cunliffe Michael Conway        | Kanada     | 7:04,35 |
| 3         | Alf Hansen Finn Tveter Tom Welo Petter Wærness Jørgen Cappelen               | Norge      | 7:05,09 |
| 4         | John Lee Peter Shakespear Will Baillieu Philip Wilkinson Vern Bowrey         | Australien | 7:07,08 |
| 5         | Mogens Holm Bjarne Pedersen Per Wind Jens Lindhardt Kim Wind                 | Danmark    | 7:19,67 |

### Semifinaler

#### Semifinal A/B

##### Semifinal 1
| Placering | Roddare                                                                         | Land            | Tid     |
| --------- | ------------------------------------------------------------------------------- | --------------- | ------- |
| 1         | Peter Berger Hans-Johann Färber Gerhard Auer Alois Bierl Uwe Benter             | Västtyskland    | 7:19,43 |
| 2         | Otakar Mareček Karel Neffe Vladimír Jánoš František Provazník Vladimír Petříček | Tjeckoslovakien | 7:20,95 |
| 3         | Warren Cole Chris Nilsson John Clark David Lindstrom Peter Lindsay              | Nya Zeeland     | 7:21,94 |
| 4         | Hanspeter Lüthi Urs Fankhauser Franz Rentsch Denis Oswald Rolf Stadelmann       | Schweiz         | 7:28,25 |
| 5         | Alf Hansen Finn Tveter Tom Welo Petter Wærness Jørgen Cappelen                  | Norge           | 7:32,51 |
| 6         | Christopher Pierce Alan Almand Hugh Matheson Rooney Massara Patrick Sweeney     | Storbritannien  | 7:35,11 |

##### Semifinal 2
| Placering | Roddare                                                                             | Land          | Tid     |
| --------- | ----------------------------------------------------------------------------------- | ------------- | ------- |
| 1         | Volodymyr Sterlyk Vladimir Solovjov Aleksandr Liubaturov Juri Sjamavev Igor Rudakov | Sovjetunionen | 7:09,08 |
| 2         | Dietrich Zander Reinhard Gust Eckhard Martens Rolf Jobst Klaus-Dieter Ludwig        | Östtyskland   | 7:11,12 |
| 3         | David Sawyer Charles Ruthford Chad Rudolph Michael Vespoli Stewart MacDonald        | USA           | 7:18,59 |
| 4         | Wim Grothuis Evert Kroes Jan-Willem van Woudenberg Johan ter Haar Kees de Korver    | Nederländerna | 7:23,66 |
| 5         | Edgar Smith James Walker Roger Jackson Robert Cunliffe Michael Conway               | Kanada        | 7:31,90 |
| 6         | Antonio Baldacci Renzo Sambo Pasquale Chiabai Claidio Padoan Alberto Cecchi         | Italien       | 7:34,67 |

### Finaler

#### B-final
| Placering | Roddare                                                                          | Land           | Tid     |
| --------- | -------------------------------------------------------------------------------- | -------------- | ------- |
| 1         | Wim Grothuis Evert Kroes Jan-Willem van Woudenberg Johan ter Haar Kees de Korver | Nederländerna  | 7:05,83 |
| 2         | Hanspeter Lüthi Urs Fankhauser Franz Rentsch Denis Oswald Rolf Stadelmann        | Schweiz        | 7:07,80 |
| 3         | Alf Hansen Finn Tveter Tom Welo Petter Wærness Jørgen Cappelen                   | Norge          | 7:07,85 |
| 4         | Christopher Pierce Alan Almand Hugh Matheson Rooney Massara Patrick Sweeney      | Storbritannien | 7:12,14 |
| 5         | Antonio Baldacci Renzo Sambo Pasquale Chiabai Claidio Padoan Alberto Cecchi      | Italien        | 7:13,03 |
| 6         | Edgar Smith James Walker Roger Jackson Robert Cunliffe Michael Conway            | Kanada         | 7:16,13 |

#### A-final
| Placering | Roddare                                                                             | Land            | Tid        |
| --------- | ----------------------------------------------------------------------------------- | --------------- | ---------- |
| 1         | Peter Berger Hans-Johann Färber Gerhard Auer Alois Bierl Uwe Benter                 | Västtyskland    | 6:31,85 OR |
| 2         | Dietrich Zander Reinhard Gust Eckhard Martens Rolf Jobst Klaus-Dieter Ludwig        | Östtyskland     | 6:33,30    |
| 3         | Otakar Mareček Karel Neffe Vladimír Jánoš František Provazník Vladimír Petříček     | Tjeckoslovakien | 6:35,64    |
| 4         | Volodymyr Sterlyk Vladimir Solovjov Aleksandr Liubaturov Juri Sjamavev Igor Rudakov | Sovjetunionen   | 6:37,71    |
| 5         | David Sawyer Charles Ruthford Chad Rudolph Michael Vespoli Stewart MacDonald        | USA             | 6:41,86    |
| 6         | Warren Cole Chris Nilsson John Clark David Lindstrom Peter Lindsay                  | Nya Zeeland     | 6:42,55    |